# Alarmprisen
Alarmprisen er en norsk musikpris som uddeles en gang om året til norske kunstnere indenfor hovedsageligt pop og rockgenrene. Prisen blev etableret som et alternativ til Spellemannprisen og Hit Awards og blev uddelt første gang 3. februar 2001. I oktober 2008 bestemte foreningen bag at nedlægge prisen.

## Fodnoter
1. ↑  TV 2 Nyhetene, 10. oktober 2008: Slutt for Alarmprisen